# Chojnów (gmina)
Pour les articles homonymes, voir Chojnów (homonymie).
Chojnów est une gmina rurale du powiat de Legnica, Basse-Silésie, dans le sud-ouest de la Pologne. Son siège est la ville de Chojnów, bien qu'elle ne fasse pas partie du territoire de la gmina.
La gmina couvre une superficie de 231,17 km2 pour une population de 9 377 habitants.

## Géographie
La gmina est bordée par la ville de Chojnów et les gminy de Chocianów, Gromadka, Lubin, Miłkowice, Warta Bolesławiecka, Zagrodno et Złotoryja.
La gmina contient les villages de Biała, Biskupin, Brzozy, Budziwojów, Czernikowice, Dębrzyno, Dobroszów, Dzwonów, Gołaczów, Goliszów, Gołocin, Groble, Jaroszówka, Jerzmanowice, Kobiałka, Kolonia Kołłątaja, Konradówka, Krzywa, Michów, Niedźwiedzice, Okmiany, Osetnica, Pątnów, Pawlikowice, Piotrowice, Rokitki, Stary Łom, Strupice, Witków, Witkówek et Zamienice.